# Ivan Firer
Ivan Firer, slovenski nogometaš, * 19. november 1984,  Celje.
Firer je člansko kariero začel pri islandskem klubu UMF Grindavíkur. Od leta 2009 igral v slovenskih ligah za klube Dravinja, Drava Ptuj, Celje, Šmarje pri Jelšah in od leta 2012 do 2015 za Rudar Velenje v prvi slovenski ligi. Njegov matični klub, kjer je začel s prvimi koraki nogometa je NK Mons Claudius iz Rogatca.
7. junija 2014 je debitiral v slovenski članski reprezentanci na prijateljski tekmi proti argentinski reprezentanci v La Plati.